# Brent Dowe
Brent Dowe (Point District, Jamajka, 29. lipnja 1946. – Kingston, Jamajka, 29. siječnja 2006.) je bio jamajački glazbeni producent, aranžer, pjevač, tekstopisac i pozadinski vokal.
Bio je glavni pjevač u sastavu The Melodians iz njegove četvrti Greenwich Town. Sastav je bio jednim od popularnih harmonijskih sastava 1960-ih i 1970-ih. surađivao je s U Royem.
Rodio se u gorskim predjelima Jamajke. Odgojila ga je majka, radnica u industriji kave. Kao dijete je preselio u Kingston, u siromašnu radničku četvrt.
Pjevanjem se bavi od vrlo mlade dobi. Prve korake je napravio u crkvi i u školi. S 16 godina se upoznao s pjevačem Tonyjem Brevettom, nećakom Lloyda Brevetta, basiste The Skatalitiesa. Brevett nije bio nepoznanica u glazbenom svijetu: radio je s Marleyem, a kad je Marley nastavio samostalno raditi, oformio je svoj sastav s Trevorom McNaughtonom i Bradfieldom Brownom. Doweov dolazak je dao impresivan zvuk Melodiansima.
Sastav je radio s etiketama Studio One, Tresure Isle Records, kod Sonie Pottinger, s Lesliejem Kongom itd. S The Gayladsima i Kenom Bootheom su utemeljili diskografsku etiketu Links, koja je kratko potrajala. Zvukom su prešli s rocksteadyja na reggae.
Dowe je poznat kao autor pjesme Rivers of Babylon, koja je i u izvedbi The Melodiansa bila uspješnicom, a vrhunac svjetske slave je postigla kad ju je izvodio Boney M. Pjesma je bila i u filmu The Harder They Come.
Nakon 1969. je povremeno samostalno snimao, a kad je izdao samostalni album -Build Me Up za Soniju Pottinger, The Melodiansi su se privremeno razišli. Nakon toga je povremeno snimao za Nineya the Observera i Leeja Perryja. Izvodio je uspješnice Renforda Coglea (tihog partnera The Melodiansa) "Sweet Sensation", zatim skladbu Reggae Makosa, Gonna Get Along Without Ya Now, a hit My Everything su mu producirali Sly Dunbar i Robbie Shakespeare.
Dowe je bio oženjen, otac četvero djece.

## Vanjske poveznice
- Independent  Arhivirana inačica izvorne stranice od 29. studenoga 2010. (Wayback Machine) David Katz: Brent Dowe
- Roots-archives  Arhivirana inačica izvorne stranice od 24. travnja 2011. (Wayback Machine) Brent Dowe
- Jamaica Gleaner  Arhivirana inačica izvorne stranice od 14. kolovoza 2007. (Wayback Machine) Brent Dowe: a melodic voice gone (Mel Cooke, Freelance Writer)